# 里韋羅市

里韋羅市（西班牙語：Municipio Ribero），是委內瑞拉的一個市，位於該國北部蘇克雷州，首府設於卡里亞科，面積1,480平方公里，2011年人口58,192，人口密度每平方公里39.32人。